# Ruta Nacional 74 (Colombia)
La Ruta Nacional 74 es una ruta colombiana de tipo Transversal que inicia en el sitio de Puerto Rey (municipio de Los Córdobas), departamento de Córdoba saliendo del tramo 9002 de la Ruta Nacional 90 y finaliza en el municipio de Achí, departamento de Bolívar.  

## Antecedentes
La Ruta fue establecida en la Resolución 3700 de 1995 teniendo como punto de inicio el municipio de Cereté , departamento de Córdoba y como punto final el municipio de Tibú en el departamento de Norte de Santander. Dicho trazado Inicial pretendía una vía transversal que conectara el Caribe Colombiano, La Mojana y el Catatumbo atravesando los departamentos de Córdoba, Bolívar, Cesar y Norte de Santander. Sin embargo, la Resolución 339 de 1999 redefinió la ruta al trazado actual donde se agrega el sector Puerto Rey - Montería y se elimina el sector entre La Mata - Tibú, El Sector entre Achí y La Mata nunca fue definido. 

## Descripción de la ruta
La ruta posee una longitud de 286,61 km aproximadamente, establecido en 4 tramos y 1 ramal. Los cuales son:  
- Puerto Rey - Montería   Tramo que inicia en Puerto Rey (Los Córdobas, Cruce 9002) y atraviesa lugares como Los Córdobas (Acceso), Buenavista (Los Córdobas), Puerto Escondido (Acceso), El Ébano (Los Córbobas), Canalete (Los Córdobas), Santa Lucía (Montería, Cruce 74CR02) y Montería en   Córdoba.
- Cereté - La Ye (Cruce ruta 25)   Tramo que atraviesa lugares como Cereté (Cruce 2103), San Carlos (Acceso), Berástegui (Ciénaga de Oro), Ciénaga de Oro y La Ye (Sahagún, Cruce 2514) en   Córdoba.
- El Viajano - Guayepo   Tramo que atraviesa lugares como El Viajano (Sahagún, Cruce 2514), El Crucero (Sahagún), Las Bocas (Sahagún) y Límite Sucre en   Córdoba; Límite Córdoba, El Tablón (San Marcos), Montegrande (San Marcos), Buenavista (San Marcos), Santa Inés (San Marcos), San Marcos y Guayepo (San Marcos) en   Sucre.
- Guayepo - Achí   Tramo que atraviesa lugares como Guayepo (San Marcos), Las Chispas (San Benito Abad), Remolino (San Benito Abad), La Sierpita (Majagual), Las Candelarias (Majagual), Las Palmitas (Majagual), San Roque (Majagual), Majagual y km 83 (Majagual) en   Sucre. El Trayecto entre el km 83 y Achí se encuentra concesionado y en mantenimiento, pero actualmente no hace parte de la Ruta nacional.
- Santa Lucía - Moñitos   Ramal que conecta la Ruta 74 (Tramo 7401) y la Ruta 90 (Tramo 9003) entre Santa Lucía (Montería) Buenos Aires (San Pelayo), Las Flores (Lorica), Bajo Blanco (Moñitos) y Moñitos en   Córdoba.

## Tramos

### Tramos actuales[2]
| Código | Tramo                          | Clasificación SINC            | Administración       | Longitud km. | % En Doble Calzada | % Pavimentado |
| ------ | ------------------------------ | ----------------------------- | -------------------- | ------------ | ------------------ | ------------- |
| 7401   | Puerto Rey - Montería          | Transversal Puerto Rey - Tibú | Concesión ANI        | 63,99        | 0%                 | 100%          |
| 7402   | Cereté - La Ye (Cruce Ruta 25) | Transversal Puerto Rey - Tibú | Concesión ANI        | 35,00        | 9%                 | 100%          |
| 7403   | El Viajano - Guayepo           | Transversal Puerto Rey - Tibú | INVIAS               | 49,69        | 0%                 | 93%           |
| 7404   | Guayepo - Achí                 | Transversal Puerto Rey - Tibú | Concesión ANI INVIAS | 0,08 82,92   | 0% 0%              | 100% 24%      |

### Tramos eliminados o anteriores
| Código | Tramo                          | Situación Actual |
| ------ | ------------------------------ | --- |
| 7401   | Cereté - La Ye (cruce ruta 25) | - Tramo 7402 de la ruta actual. |
| 7402   | El Viajano - Guayepo           | - Tramo 7403 de la ruta actual. |
| 7403   | Guayepo - Achí                 | - Tramo 7404 de la ruta actual. |
| 7404   | Sin definir                    | - Carretera Inexistente |
| 7405   | Sin definir                    | - Carretera Inexistente |
| 7406   | La Mata - Convención           | - Carreteable (La Mata - Límite Norte de Santander) (Sin Nomenclatura) - Red Vial Secundaria Departamental (Límite Cesar - Convención) (7409) |
| 7407   | Convención - Campo Seis        | - Red Vial Secundaria Departamental (7409) |
| 7408   | Campo Seis - Tibú              | - Red Vial Secundaria Departamental (7409) |

## Pasos y variantes

### Pasos y variantes actuales
| Departamento  | Código | Paso o Variante | Clasificación SINC | Administración | Longitud km. | % En Doble Calzada | % Pavimentado |
| ------------- | ------ | --------------- | ------------------ | -------------- | ------------ | ------------------ | ------------- |
| No Disponible |        |                 |                    |                |              |                    |               |

### Pasos y variantes eliminados o anteriores
| Departamento  | Código | Paso o Variante | Situación Actual |
| ------------- | ------ | --------------- | ---------------- |
| No Disponible |        |                 |                  |

## Ramales

### Ramales actuales
| Departamento | Código | Ramal                 | Clasificación SINC | Administración | Longitud km. | % En Doble Calzada | % Pavimentado |
| ------------ | ------ | --------------------- | ------------------ | -------------- | ------------ | ------------------ | ------------- |
| Córdoba      | 74CR02 | Santa Lucía - Moñitos |                    | INVIAS         | 54,93        | 0%                 | 6%            |

### Ramales eliminados o anteriores
| Departamento       | Código | Ramal                                 | Situación Actual                    |
| ------------------ | ------ | ------------------------------------- | ----------------------------------- |
| Norte de Santander | 74NS01 | La Vega - El Carmen - Samoré          | - Red Vial Secundaria Departamental |
| Norte de Santander | 74NS02 | Quince Letras - Teorama – Llanogrande | - Red Vial Secundaria Departamental |

## Subramales

### Subramales actuales
| Departamento  | Código | Subramal | Clasificación SINC | Administración | Longitud km. | % En Doble Calzada | % Pavimentado |
| ------------- | ------ | -------- | ------------------ | -------------- | ------------ | ------------------ | ------------- |
| No Disponible |        |          |                    |                |              |                    |               |

### Subramales eliminados o anteriores
| Departamento       | Código   | Subramal               | Situación Actual                    |
| ------------------ | -------- | ---------------------- | ----------------------------------- |
| Norte de Santander | 74NS01-1 | Subramal a Otaré       | - Red Vial Secundaria Departamental |
| Norte de Santander | 74NS02-1 | Subramal a San Calixto | - Red Vial Secundaria Departamental |

## Detalles de la ruta
En el detalle de la ruta se hace una breve descripción del trazado inicial de la Ruta Nacional por los principales sitios de Colombia por donde atraviesa separando ramo por tramo, su trazado va de sur a norte para las troncales y de oriente a occidente para las transversales.
Carreteras color rojo: Corresponden a la red vial Nacional actual.
Carreteras color naranja: Corresponden al trazado inicial de la ruta nacional que actualmente forman parte de la Red Vial Secundaria. 
 
Carreteras color marrón: Corresponden al trazado inicial de la ruta nacional que actualmente forman parte de la Red Vial Terciaria. 
Carreteras color gris: Corresponden al trazado inicial de la ruta nacional que actualmente son carreteables y no pertenecen a ninguna red vial nacional. 
Carreteras color blanco: Corresponden al trazado inicial de la ruta nacional que actualmente no existe vía construida. 

### Ruta actual[3]
| Tramo  | Tramo | Tramo        | Tramo             | Tramo        | Tramo  | Tramo | Tramo        | Tramo                              | Tramo        | Tramo  | Tramo | Tramo        | Tramo                     | Tramo        | Observaciones |
| Código | Ruta  | Distancia km | Detalle Recorrido | Departamento | Código | Ruta  | Distancia km | Detalle Recorrido                  | Departamento | Código | Ruta  | Distancia km | Detalle Recorrido         | Departamento | Observaciones |
|        |       |              |                   |              |        |       |              | Puerto Rey (Los Córdobas)          |              |        |       |              |                           |              |               |
|        |       |              |                   |              |        |       |              | Acceso a Los Córdobas              |              |        |       |              |                           |              |               |
|        |       |              |                   |              |        |       |              | Buenavista (Los Córdobas)          |              |        |       |              |                           |              |               |
|        |       |              |                   |              |        |       |              | Acceso a Puerto Escondido (74CR08) |              |        |       |              |                           |              |               |
|        |       |              |                   |              |        |       |              | El Ébano (Los Córbobas)            |              |        |       |              |                           |              |               |
|        |       |              |                   |              |        |       |              | Acceso a Canalete (74CR04)         |              |        |       |              |                           |              |               |
|        |       |              |                   |              |        |       |              | Cruce 74CR02                       |              |        |       |              |                           |              |               |
|        |       |              |                   |              |        |       |              | Montería                           |              |        |       |              | Santa Lucía (Montería)    |              |               |
|        |       |              |                   |              |        |       |              | Cereté                             |              |        |       |              | Buenos Aires (San Pelayo) |              |               |
|        |       |              |                   |              |        |       |              | Puente 35                          |              |        |       |              | Las Flores (Lorica)       |              |               |
|        |       |              |                   |              |        |       |              |                                    |              |        |       |              | Bajo Blanco(Moñitos)      |              |               |
|        |       |              |                   |              |        |       |              |                                    |              |        |       |              | Moñitos Cruce 9003        |              |               |
| ------ | ----- | ------------ | ----------------- | ------------ | ------ | ----- | ------------ | ---------------------------------- | ------------ | ------ | ----- | ------------ | ------------------------- | ------------ | ------------- |